# Rod Bernstine
Roderick Earl Bernstine (Fairfield, 8 febbraio 1965) è un ex giocatore di football americano statunitense che ha militato nel ruolo di running back nella National Football League (NFL).

## Carriera
Al college Bernstine giocò a football a Texas A&M. Fu scelto come ventiquattresimo assoluto nel Draft NFL 1987 dai San Diego Chargers. Vi giocò fino al 1992, dopo di che passò gli ultimi tre anni con i Denver Broncos. Ebbe un primato personale di 8 touchdown segnati nel 1991 e di 816 yard corse nel 1993. 